# Szeplőtelen fogantatás

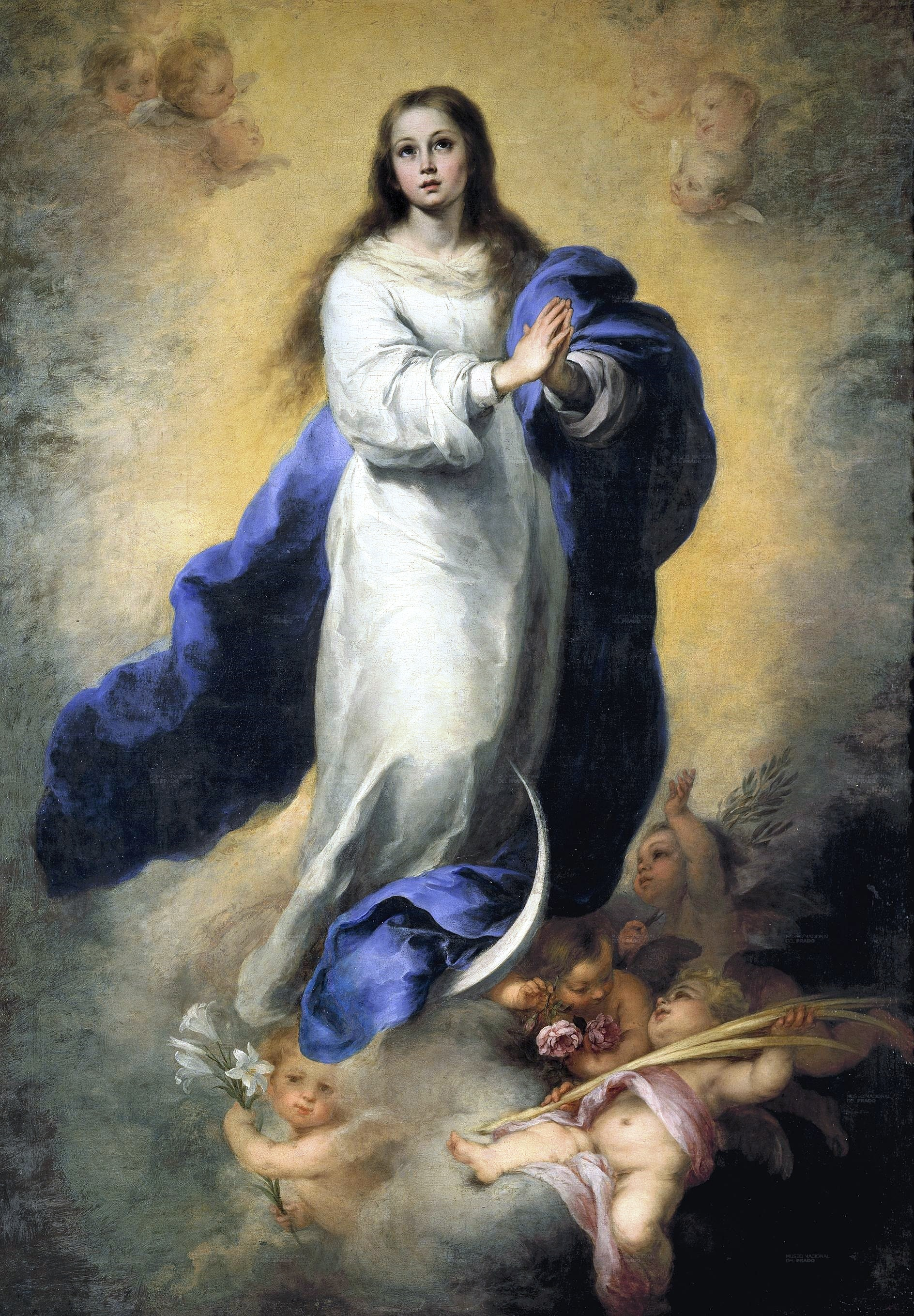

A szeplőtelen fogantatás egy katolikus hittétel, amely szerint Szűz Mária már édesanyja, Szent Anna méhében szeplőtelenül, vagyis eredendő (másképpen áteredő) bűn nélkül fogant.
A szeplőtelen fogantatás tehát nem azonos azzal a hittétellel, hogy Mária Jézust szűzen foganta és szülte (Mária örök szüzessége). Ugyanakkor szakmunkákban is előfordul az utóbbi értelmezés, pl. egyes apokrif iratok magyar fordításaiban („Szeplőtelen fogantatás: Jézus születése”)
Az immakuláció olyan kiváltság, amelyet a római katolikus egyház csak Szűz Mária esetében ismer el. A római katolikus egyház régi időtől kezdve hitte, hogy Mária szeplőtelenül fogantatott (latin: sine labe originali concepta), e tant dogmává azonban csak IX. Piusz pápa emelte 1854. december 8-án. Azelőtt csak ún. (különösen a jezsuiták által) „ajánlott tétel” (sententia fidei proxima) volt, de a hívek is kegyelettel ragaszkodtak hozzá.
Ünnepe évente december 8-án van.

## Történeti előzmény
- A Bibliában Gábriel arkangyal az angyali üdvözletben szólt Máriához: „Üdvöz légy, kegyelemmel teljes." az „Üdvözlégy” egy ígéret arra, hogy üdvözülni fog Mária, a kegyelemmel teljes pedig azt jelenti Isten tökéletesen mentesítette Máriát az eredendő bűntől. Isten azért mentesítette Máriát a fogantatása pillanatában minden bűntől, hogy majd később – ha Mária is elfogadja – meg tudja szülni Isten Fiát, Jézust. Ezért két fogantatásról beszélünk, egyik passzív, amikor Mária fogantatott Szent Anna méhében, a másik aktív, amikor Mária elfogadja Gábriel arkangyal szavait: „legyen”.[2]
- A legrégebbi Mária dogmát az efezusi zsinat (431) hozta azzal, hogy ha Jézus istenemberi, akkor „Mária valóban Isten Szülőanyja” (Theotokosz).
- A második konstantinápolyi zsinat 553-ban a „Mindenkor Szűz Mária” megnevezést használja.
- 649-ben fogalmazzák meg a dogmát: „A mindenkor szeplőtelen Szűz Mária az igét mint igaz Istent, férfi hozzájárása nélkül, a Szentlélektől méhébe fogadta, sértetlenül megszülte, és szülés után is épen megőrizte szüzességét.”
- 681-ik harmadik konstantinápolyi zsinat háromféle szüzességet rögzít dogmaként:

1. ante partum - szűz volt Jézus születése előtt;
2. in partum - szűzen szülte Jézust;
3. post partum - szűz maradt későbbi élete során.[3]

## A fogantatás történetisége és forrásai
Márk evangéliuma (Kr. u. 70 körül) nem beszél Jézus gyermekkoráról, sem a születésének körülményeiről, viszont leírja, hogy Jézus anyja nem hitt a fiában, mintha elfelejtette volna az angyal látogatását (Mk 3:31-35). János evangéliumában (Kr. u. 90-110) Józsefet Jézus apjának nevezi, és a fogantatáskor nem utal természetfeletti beavatkozásra. Az Újszövetségben a szeplőtelen fogantatásról kizárólag Máté és Lukács evangéliumában esik szó. 
Máté evangéliuma (Kr. u. 85 körül) leírja, hogy Mária már a Józseffel kötött házassága előtt várandós volt, ezért jegyese el akarta küldeni, de Józsefnek álmában megjelenik egy angyal és közli vele, hogy a fiú a Szentlélektől fogant. Miután Jézus megszületik, a család az angyal figyelmeztetésére Egyiptomba menekül Heródes király haragja elől, aki Betlehemben minden fiúgyermeket megölet kétéves korig. Heródes halála után visszatérnek és a galileai Názáretben telepednek le. (Mt 1:18-2:23) 
Lukács evangéliuma (Kr. u. 80-90) szerint Mária és József már eredetileg is Názáretben élt, ahol az angyal Máriának jelent meg és közölte vele, hogy fiút fogant a Szentlélektől. Augustus császár népszámlálást tart a birodalomban és mindenkinek az ősei helyére kell elutaznia, hogy ott írják össze, ezért Betlehembe utaznak, mert József Dávid király nemzetségéből származik. Itt születik meg Jézus, majd a család visszatér eredeti lakóhelyére, Názáretbe. (Lk 1:26-38, 2:1-40)
Mindkét evangélium névtelen szerző műve, és a történelemtudomány mai állása szerint kizárható, hogy bármelyik egy szemtanú beszámolója lenne. Ez felveti a kérdést, hogy honnan ered az információjuk a fogantatásról. Valószínűleg valamelyikük átvette a másiktól, vagy egy ismeretlen közös forrást használtak fel. Mind Máté, mind Lukács Jézus születését eltérően beszéli el. Különbözőképpen oldják meg, hogy a szülésre Betlehemben kerüljön sor, hogy ezzel beteljesüljön az ószövetségi Mikeás próféciája, mely szerint a Messiásnak Betlehemben kell a világra jönnie (Mik 5:2). Máté az Egyiptomba való menekülésnél szintén egy próféciára hivatkozik ("Egyiptomból hívtam meg a fiamat" [Ozeás 11:1]), az evangélista azonban itt téved, ez a szövegrész a zsidók Egyiptomból való kivonulására vonatkozik és nem a Messiásra. Továbbá sem a gyermekmészárlást, sem a népszámlálást nem erősíti meg semmilyen független történelmi forrás.
A szűz fogantatással kapcsolatban Máté ismét egy próféciát (Izajás 7:14) idéz: "Íme a szűz fogan és fiat szül, Emmánuel lesz a neve" (Mt 1:23). Izajás eredeti héber szövegében azonban az almah (עַלְמָה) szó szerepel, amely olyan nőt jelent, aki szülőkorba lépett, de még nem szült, viszont nem utal szűzre. Továbbá a szövegből kiderül, hogy Izajás egy, a saját korában lezajlott eseményről beszél, nem pedig a Messiásról. Máshol az Ószövetségben többször előfordul a szűz szó, de mindig a betula (בְּתוּלָה) formulában. A héber Biblia Kr. e. III. századi görög fordítása, a Septuaginta fordította az almah szót parthenos-nak (παρθένος), ezt a kifejezést használja Máté és Lukács is. A parthenos eredetileg „fiatal lány”t jelentett, de a szó jelentése később átalakult „fiatal lány, akinek még nem volt szexuális kapcsolata” jelentésre, vagyis még szűz. A héber Biblia későbbi Kr. u. II. századi  Aquila-, Szümmakhosz- és Theodotión-féle görög fordításaiban már neanis (νεᾶνις), vagyis „fiatal lány” szerepel Izajásnál. Ez felveti a gyanút, hogy Máté és Lukács közös forrása a Septuagintát használva tévedésből, a próféciát félreértve szőtte bele a szűzi fogantatást Jézus életébe. Ez magyarázatot adna, hogy a másik két evangélistának, Márknak és Jánosnak miért nincs értesülése a szeplőtelen fogantatásról.

## Egyházatyák
Az efezusi zsinatot megelőző időkben az egyházatyák azon gondolkoztak, hogy ha Jézus Isten Fia, akkor ő nem születhetett egy bűnös nőtől.
- Márk evangélista ősi liturgiájában: „Krisztus szent testét s vérét a szeplőtelen Szűz Mária úrnőnktől vette.”
- Órigenész (exegéta): „Szűz Mária teljesen romlatlan, mert sem a sátánkígyó soha rá nem szedhette, sem mérges leheletével hozzá nem férkőzhetett.”
- Szír Szent Efrém: „A szűz Mária a szeplőtelen és sértetlen Szűz, aki el nem esett s örökké tiszta, aki a bűn minden szennyétől s foltjától távol maradt.”
- Hippói Szent Ágoston: „Az áteredő bűntől ki kell vennünk egyet s egyedül a szent Szűz Máriát.”
- Damaszkuszi Szent János: „Ehhez a paradicsomhoz nem volt férkőzése a kígyónak...mert ebből maga az Isten egyszülött Fia, mint szeplőtelen földből alkotta magát emberré.”[5]
- Luther Márton ugyan következetesen vallotta, hogy Szűz Mária bűntelen, de nem használja a szeplőtelen fogantatás kifejezést, tekintve azt a tényt is hogy ekkoriban nem fogadott el dogmatikai álláspontot még az egyházi tanítóhivatal.[6]

## A szeplőtelen fogantatással kapcsolatos események
- A dogma kihirdetése előtt Wendler Ferenc (1815–1897) budaörsi földművesnek állítása szerint 1847. június 29-én, születésnapja éjszakáján megjelent álmában Szűz Mária és kinyilvánította: „Én vagyok a szeplőtelen fogantatás.” A budaörsi plébános erről levelet küldött a pápának és a szeplőtelen fogantatás dogmájának kihirdetése után tizenkét nappal, 1854. december 20-án megkapta az engedélyt, arra, hogy Wendler e jelenés emlékére kápolnát építsen.[7] A férfi ez alapján már a következő évben, 1855-ben kápolnát emeltetett a budaörsi Kő-hegyen, amely kápolna ezt követően hosszú ideig családi gondozás alatt állt.[8] A Szeplőtelen fogantatás kápolna (Budaörs) így lett a világ legelső szeplőtelen fogantatás szentélye.
- Gróf Károlyi István felesége halála után elhatározta, hogy templomot építtet Fóton.[9] Az alapokat már 1845-ben kiásták, de 1848 és 1851 között szünetelt az építkezés, mert a gróf két év börtönbüntetést kapott az 1848-49-es magyar szabadságharcban való szerepvállalásáért. Az Ybl Miklós tervei alapján felépült templom ezért csak 1854-re készült el, de így is ez lett a világ első temploma, amelyet – az ezzel kapcsolatos dogma kihirdetése után – Szeplőtelen fogantatásról neveztek el.
- 1854. december 8-án mondták ki a végleges dogmát: „A Boldogságos Szűz fogantatása pillanatától mentes volt az áteredő bűn minden szennyétől.”
- 1858. március 25-én, Lourdes-ban – a dogma kihirdetése után négy évvel – Bernadette Soubirousnak állítása szerint megjelent egy hölgy, aki úgy mutatkozott be: „Én vagyok a szeplőtelen fogantatás.” Ezt a megjelenést az egyházilag elfogadott Szűz Mária-jelenések közé sorolják.

## Ünneplése Rómában
XII. Piusz pápa 1957-ben az ünnepen ellátogatott a Szeplőtelen fogantatás szobrához a római Piazza di Spagnán (Spanyol téren). Ebből szokás lett, amelyet folytattak utódai – és a hívők tömegei.